# Chrysolampis mosquitus
Chrysolampis mosquitus là một loài chim trong họ Chim ruồi.

## Hình ảnh

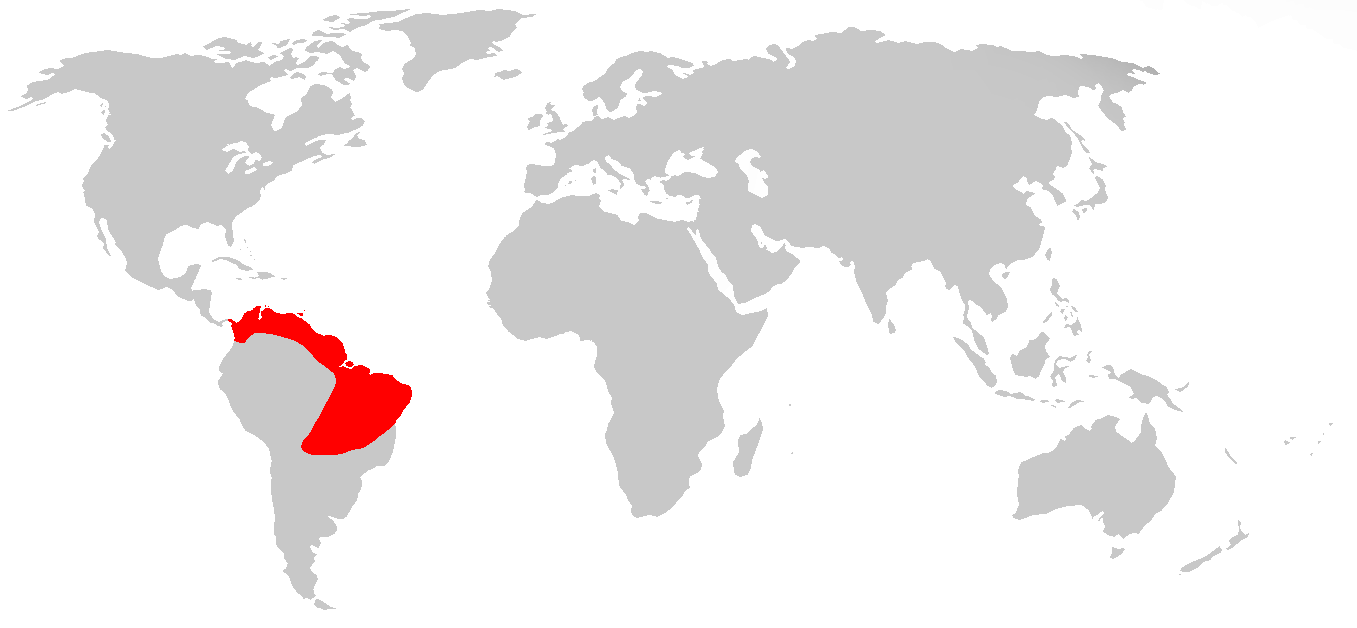
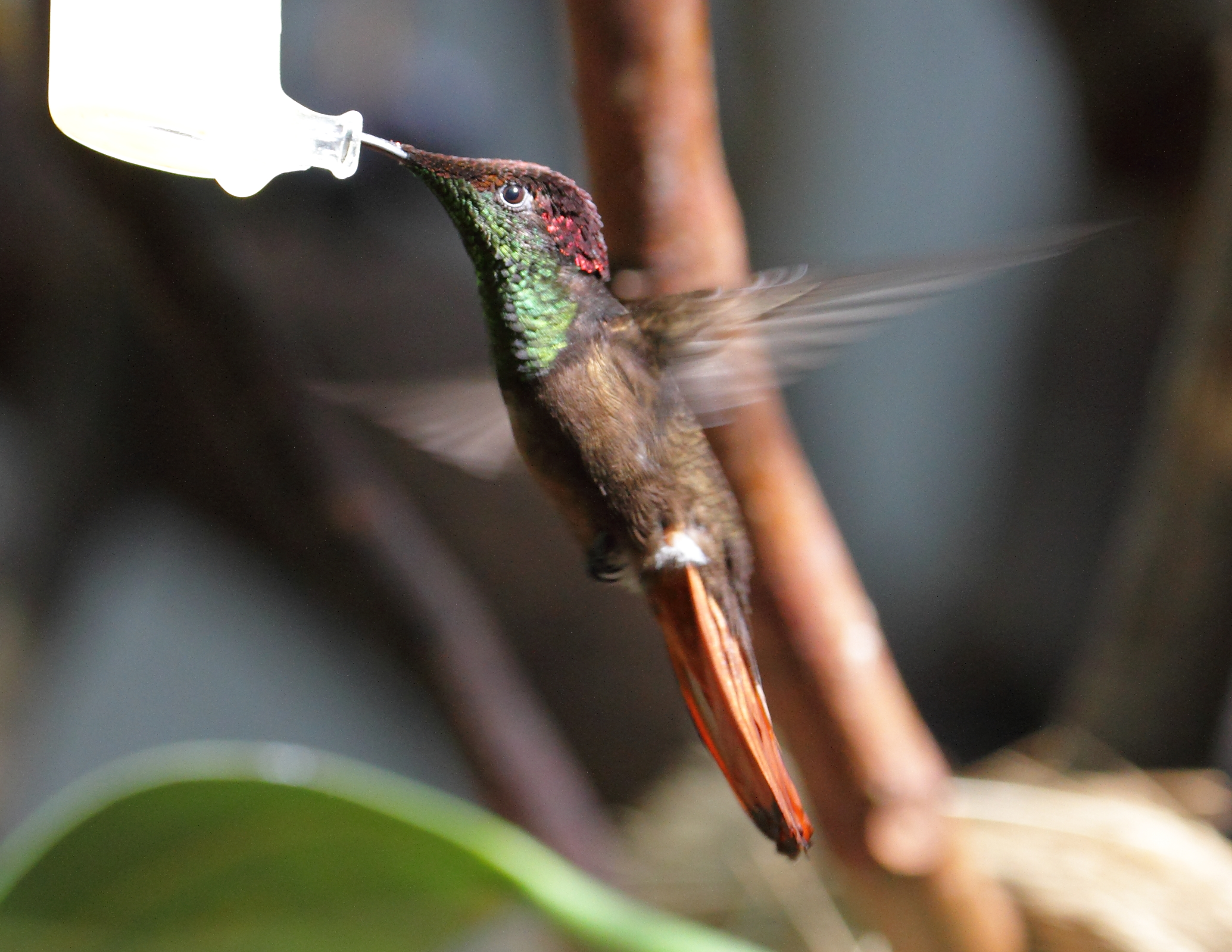
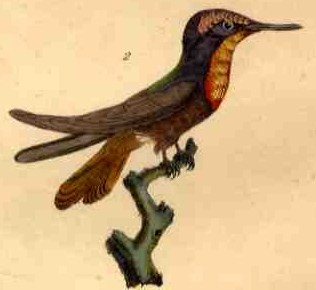
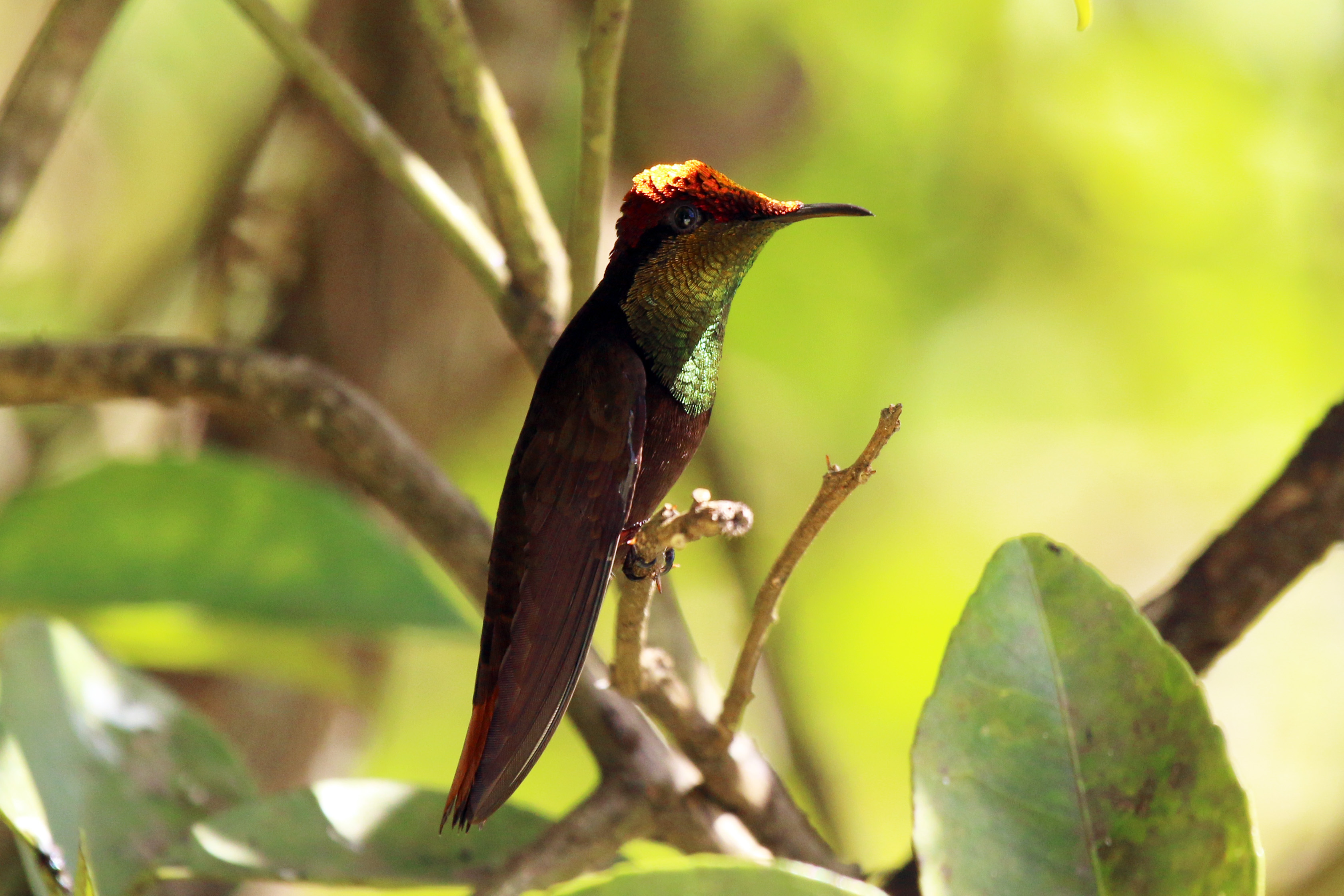
Chim trống Tobago
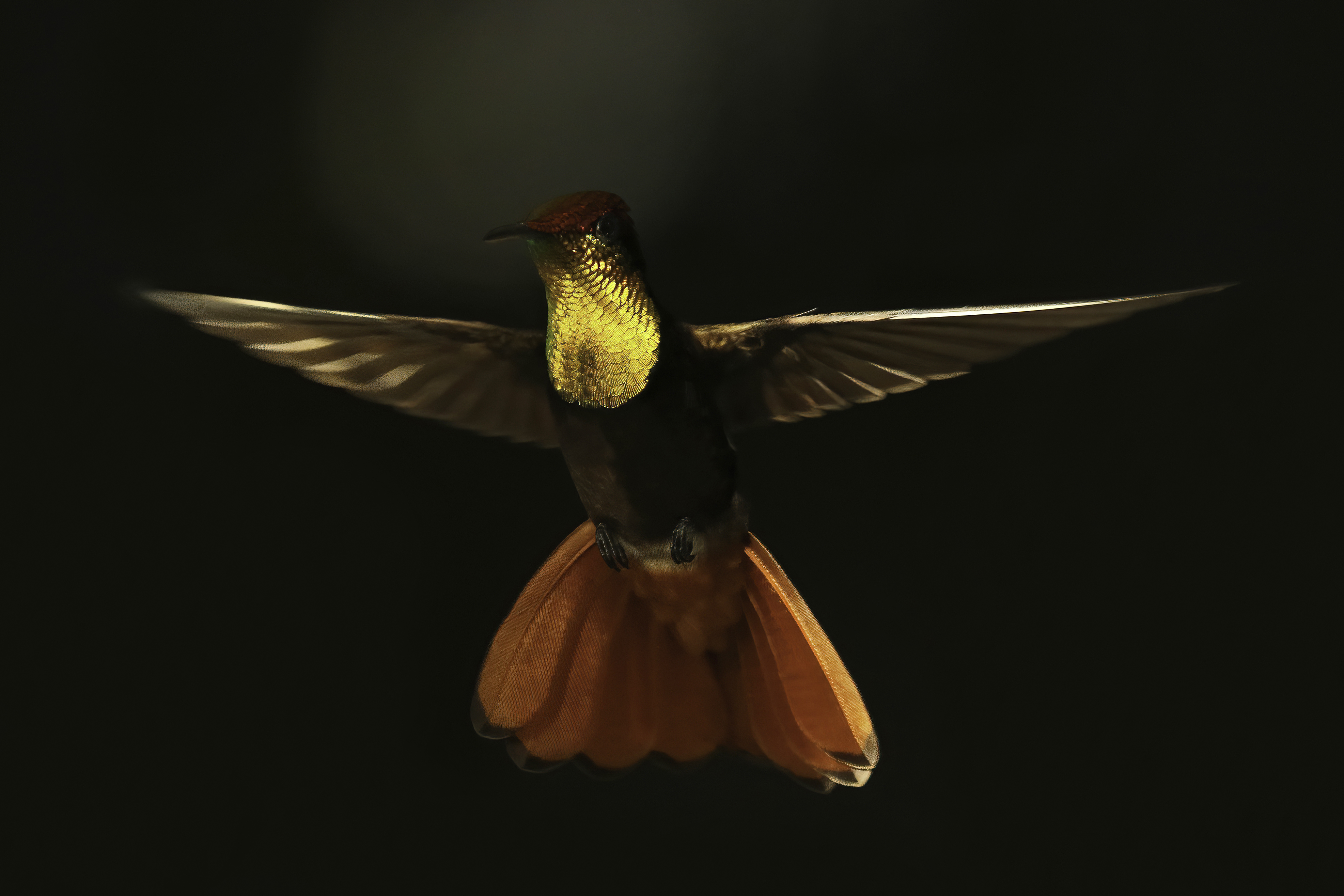
Chim trống đang bay, Tobago
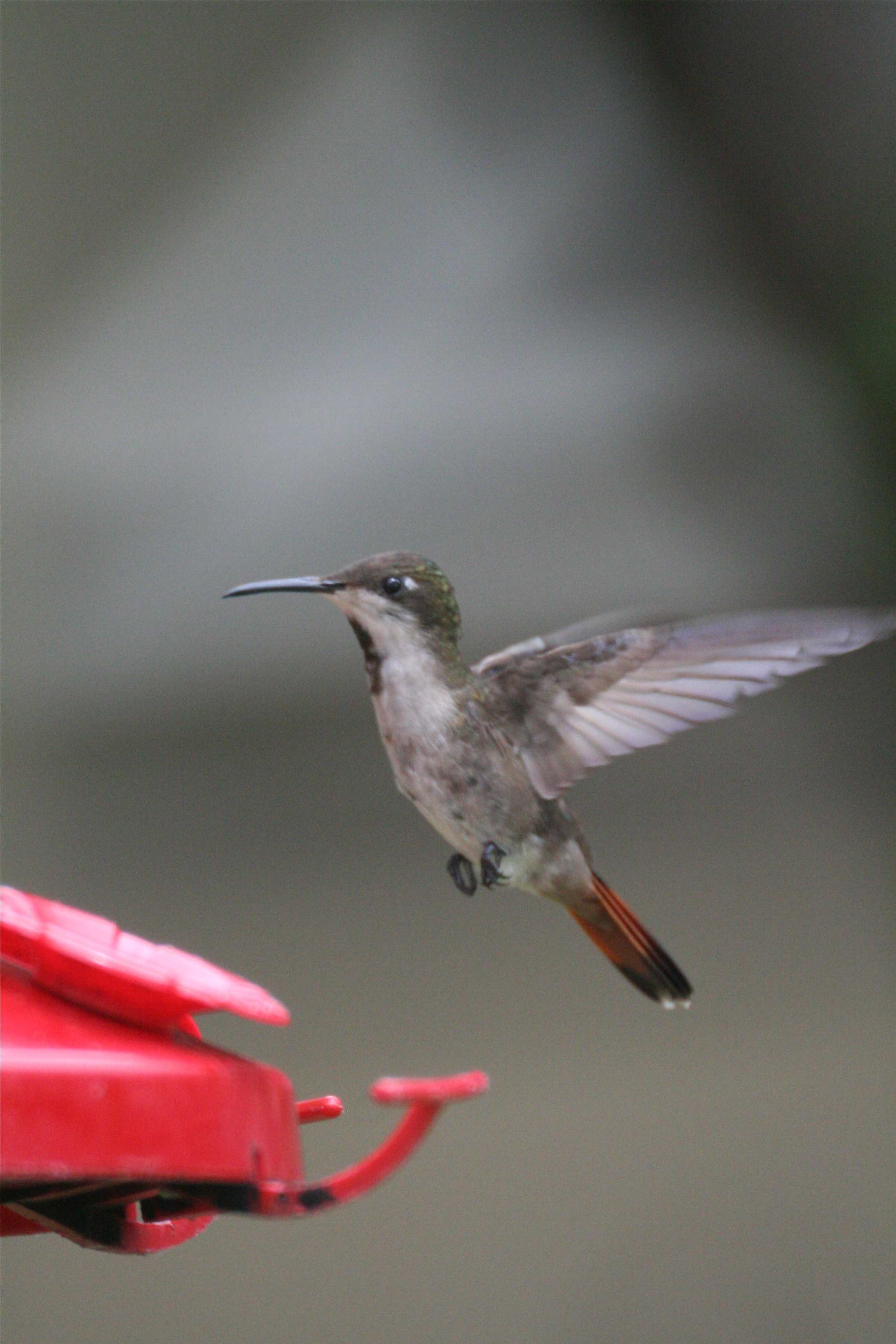
Chim mái
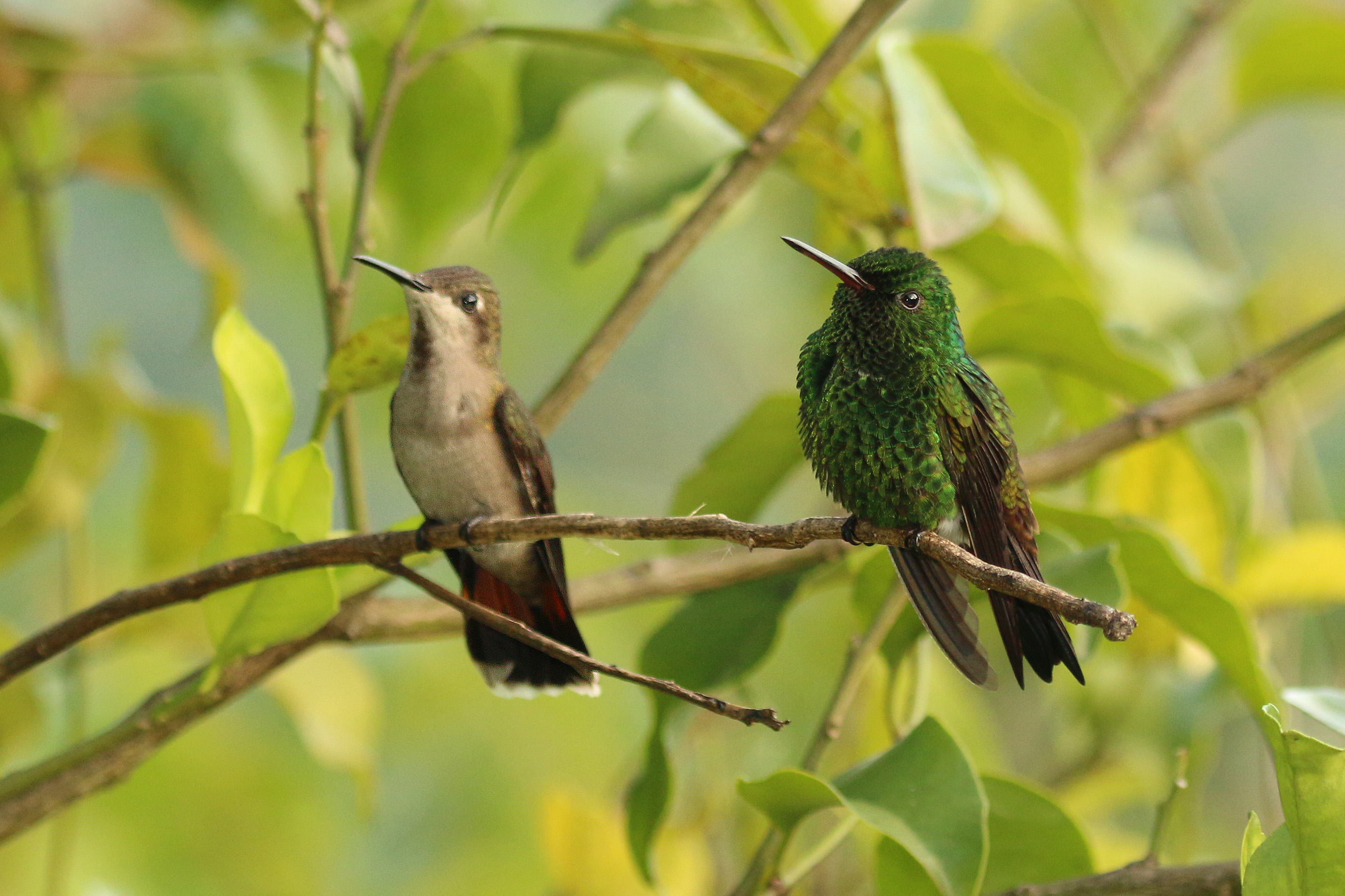
Chim mái, Tobago
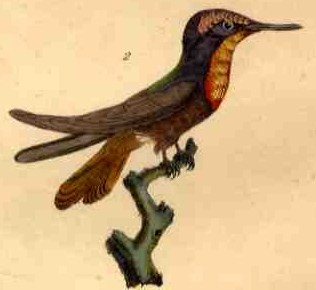
Male by Georges-Louis Leclerc de Buffon (1707-1788)